# Raphitoma oblonga
Raphitoma oblonga is een slakkensoort uit de familie van de Raphitomidae. De wetenschappelijke naam van de soort werd voor het eerst geldig gepubliceerd in 1867 door Jeffreys als Defrancia purpurea var. oblonga Jeffreys, 1867.